# (2179) Platzeck
(2179) Platzeck (1965 MA) – planetoida z pasa głównego asteroid okrążająca Słońce w ciągu 5,24 lat w średniej odległości 3,02 au. Odkryta 28 czerwca 1965 roku.